# ویتلته
ویتلته (به هلندی: Wittelte) یک منطقهٔ مسکونی در هلند است که در وسترفلد واقع شده‌است. ویتلته ۱۲۰ نفر جمعیت دارد.